# Guillermo Cereceda
Guillermo Cereceda Somagosa (Toledo, 10 de febrero de 1844 - Madrid, 24 de octubre de 1919) fue un compositor, director de orquesta y empresario teatral español. 

## Biografía
Dio los primeros pasos de su carrera musical como monaguillo de la Catedral de Toledo y a la edad de 14 años ya había compuesto una obra.  Se formó después en el Conservatorio de Madrid.
Su actividad profesional siempre estuvo relacionada con la zarzuela, que cultivó como director musical, como empresario teatral y como compositor. Cereceda fue director de los madrileños Teatro de la Zarzuela, Teatro de Apolo y Teatro Price. También fue director musical de la Compañía de los Bufos de Francisco Arderíus. Asimismo ejerció como empresario en ciudades como Valencia, Barcelona, Cádiz y Sevilla.
 

Su catálogo compositivo supera las 60 zarzuelas. De entre todas ellas destaca por su pervivencia en el repertorio Pepe Hillo, una obra con libreto de Ricardo Puente y Brañas estrenada en una campaña de los Bufos de Arderíus en el Teatro del Circo de Madrid en 1870 y que toma su título del torero homónimo del siglo XVIII. Otras zarzuelas que le dieron gran celebridad fueron Pascual Bailón (1868), Mefistófeles (1877), Los hijos de Madrid (1881), La estudiantina (1888) o La espada de honor (1892). En su estilo como creador se ha valorado su «música alegre, clara, fácil y cosquilleante»así como «su ágil inspiración, adecuada a la especialidad que cultivaba en su arte».

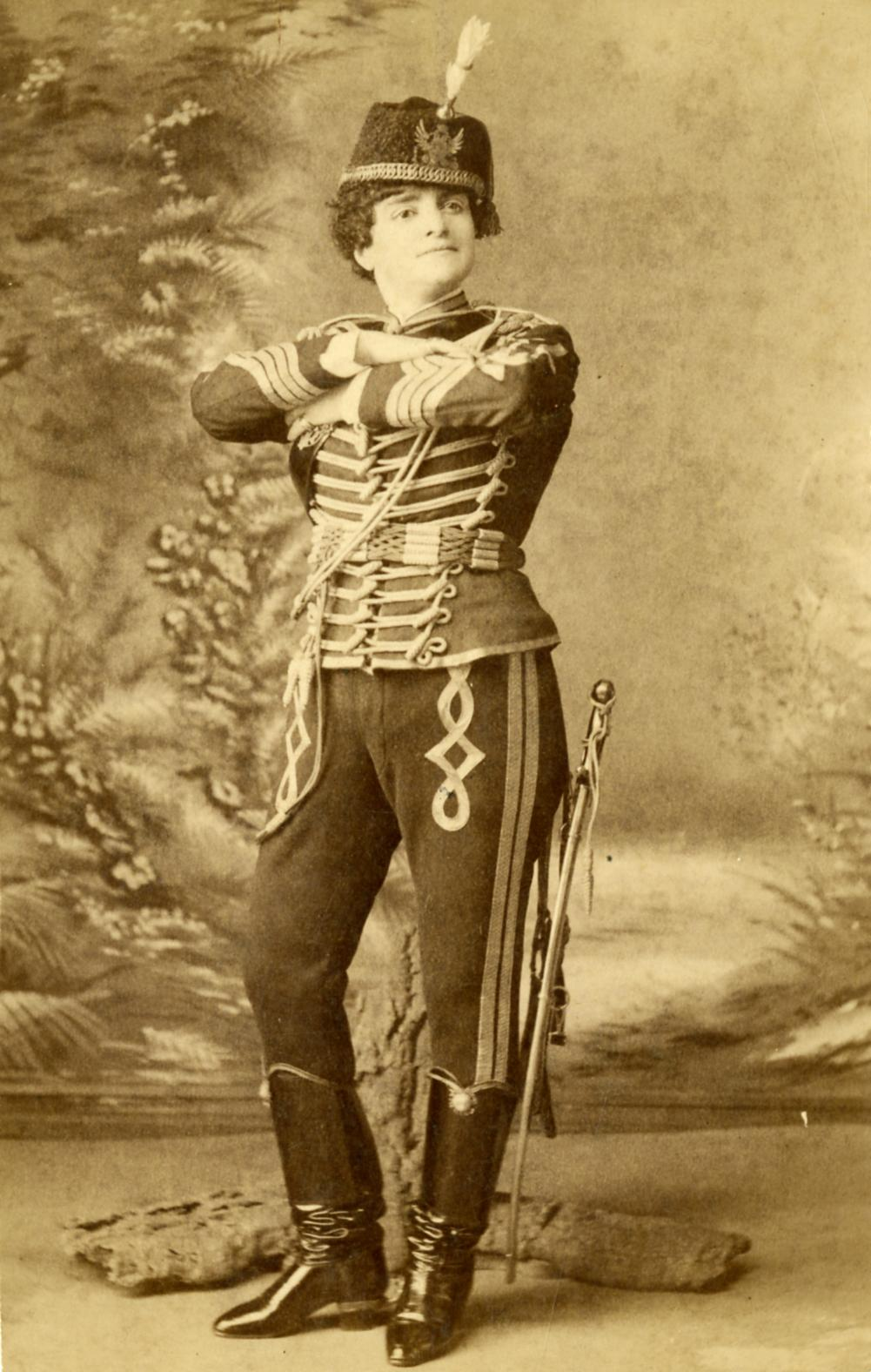
Consuelo Montañés caracterizada como Fatinitza

Como empresario de zarzuela y director musical, Cereceda fue un agente clave en la recepción de la opereta francesa y vienesa en la España del siglo XIX. Estrenó, por ejemplo, adaptaciones castellanas de conocidos títulos como Los contrabandistas (a partir de Les braconniers de Jacques Offenbach),  La Mascota (de Edmond Audran), Rip-Rip(de Robert Planquette), Fatinitza (de Franz von Suppè) o Guerra alegre  y El murciélago –esta última bajo el título de Una broma en carnaval–  (ambas de Johann Strauss II). Casi todas estas obras fueron protagonizadas por la célebre tiple Consuelo Montañés, con quien Guillermo Cereceda contrajo matrimonio.
Cabe añadir asimismo a su faceta de empresario y director la realización de importantes campañas teatrales en Lisboa durante los años 1888 (en el Real Coliseu), 1892 (en el Coliseu dos Recreios) y 1895 (en el Teatro Dona Amélia). Esta última resultó muy lucrativa económicamente por el enorme éxito de obras como La espada de honor cuya partitura firmaba él mismo, El chaleco blanco de Federico Chueca o Los voluntarios de Gerónimo Giménez.
Se retiró a finales del siglo XIX aquejado ya de la enfermedad que le produjo la muerte en 1919. 